# Max Illingworth
Max Illingworth (né le 5 novembre 1992) est un grand maître international d'échecs, entraîneur et écrivain australien. Il reçoit le titre de Grand Maître International en 2016, devenant ainsi le cinquième Australien à atteindre ce rang. Illingworth remporte la médaille Steiner du joueur australien de l'année en 2011, 2012 et 2015. Son dernier classement Elo est de 2493. Il prend sa retraite des compétitions d'échecs en 2019, pour se concentrer sur le coaching et l'écriture.

## Parcours échiquéen
Max Illingworth commence à jouer aux échecs, en compétition, à l'âge de neuf ans. Il joue pour l'équipe australienne aux Olympiades mondiales de la jeunesse des moins de 16 ans en 2007. La même année, il participe pour la première fois au championnat zonal d'Océanie, qui se déroule à Nadi dans le îles Fidji. Son résultat dans ce tournoi lui vaut le titre de candidat Maître par la FIDE.
Lors du championnat d'échecs du Commonwealth de 2009 à Singapour, il marque 6/9 points pour terminer à égalité, à la troisième place. L'année suivante, il reçoit le titre de Maître FIDE.
En septembre 2011, Max Illingworth remporte le First Saturday (en), un tournoi de GMI en Hongrie, sur un score de 7/9, en battant au tiebreak le Roumain Levente Vajda. Grâce à ce résultat, il atteint sa première norme de Grand Maître.

## Olympiades avec l’Australie
Max Illingworth joue pour l'Australie lors de l'Olympiade d'échecs de 2012 à Istanbul, en Turquie. Ces résultats lui valent une troisième norme et donc le titre de maître international, que la FIDE lui décerne au congrès qui se tient pendant l'Olympiade. Ces résultats font de lui l'un des joueurs d'échecs les plus forts d'Australie.
Max Illingworth remporte la MCC Cup Weekender en 2012 avec un score de 8½ sur 9 points possibles. Il remporte également le championnat de l'État de Nouvelle-Galles du Sud pendant trois années consécutives, de 2011 à 2013. Il est à égalité à la première place à l'Open de Nouvelle-Galles du Sud en 2011 et 2013. En 2013, Max lllingworth termine l'Open d'Australie à la deuxième place sur un score de 8½ / 11 points et il est à la même place à l'Open malaisien IGB Dato 'Arthur Tan avec un score de 7/9.
Max Illingworth remporte le championnat d'Australie d'échecs en 2014 à Springvale dans l'État de Victoria avec un score de 8/11. Il marque 6½ / 9 pour l'Australie à l'Olympiade d'échecs de 2014 à Tromsø. Le mois suivant, il atteint sa deuxième norme de grand maître lors du Tournoi de GMI du Premier Samedi de Septembre First Saturday GM tournament of September en 2014, qu'il remporte. De solides résultats nationaux incluant la victoire au MCC Hjorth Open 2014 avec un score de 9/9  et le partage de la deuxième place avec Murtas Kazhgaleïev à l'Open d'Australie 2015 suivent. Illingworth remporte le championnat zonal d'Océanie en 2015 après un match de départage contre Brodie McClymont. Par conséquent, il se qualifie pour disputer la Coupe du monde FIDE. En janvier 2017, Illingworth remporte le championnat Open d'Australie à Brisbane. Il gagne le zonal d'Océanie à nouveau en 2019. Le tournoi a lieu à Guam.

## Publications
Max Illingworth est un contributeur au magazine d'échecs australien 50 Moves et au New in Chess Yearbook. Il écrit également des études pour le ChessBase Magazine  ainsi que des articles d'ouverture pour ChessPublishing.

## Entraineur d'échecs
Max Illingworth est aussi un entraîneur d'échecs professionnel, et travaille avec plusieurs des joueurs juniors parmi les plus prometteurs d'Australie. Il reçoit le titre de formateur FIDE en 2014.
Il prend sa retraite des échecs en 2019, pour se concentrer sur le coaching et l'écriture.